# Марківка (Терешківська сільська громада)
Маркі́вка — село в Україні, у Терешківській сільській громаді Полтавського району Полтавської області. Населення становить 999 осіб. До 2017 орган місцевого самоврядування — Микільська сільська рада.

## Населення

### Мова
Розподіл населення за рідною мовою за даними перепису 2001 року:
| Мова            | Кількість | Відсоток |
| --------------- | --------- | -------- |
| українська      | 391       | 94.67 %  |
| російська       | 21        | 5.08 %   |
| інші/не вказали | 1         | 0.25 %   |
| Усього          | 413       | 100 %    |

## Географія
Село Марківка примикає до села Ваці, на відстані 1 км розташоване село Микільське. Поруч проходять автомобільна дорога Т 1707 та залізниця, станція Микільське за 1 км.

## Історія
- 12 червня 2020 року, відповідно до розпорядження Кабінету Міністрів України № 721-р «Про визначення адміністративних центрів та затвердження територій територіальних громад Полтавської області», село увійшло до складу Терешківської сільської громади[2].
- 19 липня 2020 року, в результаті адміністративно — територіальної реформи та ліквідації Полтавського району(1925—2020), село увійшло до складу новоутвореного Полтавського району[3].